# Valeria Lukyanova
Pour les articles homonymes, voir Loukianova.
Valeria Lukyanova (en russe : Валерия Валерьевна Лукьянова, Valeria Valerievna Loukianova), née le 23 août 1985 à Tiraspol, RSS de Moldavie, est un mannequin, chanteuse et blogueuse ukrainienne, personnalité médiatique controversée surnommée la « Barbie vivante » et la « Barbie d'Odessa ». Valeria, pour sa part, se présente comme une conférencière sur les voyages hors du corps et organisatrice de séminaires spirituels.

## Présentation
Valeria Lukyanova, voulant se faire appeler Amatue, est une personnalité médiatique vivant à Odessa, « phénomène » sur internet, s'étant fait connaître par les réseaux sociaux que sont YouTube, ou Tumblr, et se définissant comme une « personne créative » sur son profil Facebook. Diplômée de l’Académie d’architecture et de construction d'État d’Odessa, consacrant son temps aux voyages astraux et à la méditation, ainsi qu'à la composition et au chant, elle revendique se rapprocher de l'aspect physique d'une poupée Barbie grandeur nature, semble-t-il par la chirurgie esthétique,.
Comme la plupart des « poupées vivantes » que sont la ressemblante Olga Oleynik dit « Dominica », Anastasiya Shpagina ou Dakota Rose Ostrenga dit « Kota Koti », plus inspirées de la culture manga, et la suissesse Venus Angelic (en) proche de la culture kawaii,, la notoriété de Valeria Lukyanova dans les médias est mondiale,,, mais son activité se résume principalement à poster ses nombreuses photos dans une attitude souvent semblable et vidéos sur ses comptes de réseaux sociaux et sur son blog,. Plus de 4 000 photos de Valeria sont accessibles sur son site internet. Le V magazine, lui a consacré une première série de photos dans son numéro hiver 2012-13.
Elle est annoncée comme souhaitant devenir DJ, puis actrice à l'affiche du film d'horreur The Doll en 2016 dans le rôle d'une poupée possédée : « Les gens ont naturellement peur des poupées et faire de Valeria, qui ressemble dans la vraie vie à une poupée, une tueuse dans un film d'horreur était une évidence » précise la réalisatrice. 

### Polémiques
Jambes fines et longues, taille fine, poitrine importante, côtes en moins, son visage souvent figé a lui aussi subi diverses modifications : grands yeux bleus par des lentilles de contact, avec des extensions de cils, bouche en forme de cœur, mâchoire réduite, menton et nez affiné . Le tout avec un maquillage important.
Régulièrement, des questions se posent sur la réalité de son apparence physique,,, certains estimant que ses photos peuvent émaner d'un montage informatique à l'aide d'un logiciel de retouche,, voire d'une modélisation en trois dimensions par ordinateur ; plusieurs avis s'opposent à ces commentaires, dont celui de Valeria,.
L'image de la femme véhiculée par cette ukrainienne entraîne elle aussi de nombreux commentaires, souvent négatifs,,, comme le fait que ce serait « dangereux ». À propos de l'utilisation de la chirurgie plastique par Valeria Lukyanova — qu'elle réfute au départ puis assume, —, Diane Levin (en) précise que « Si la société s’attend à ce que les femmes ressemblent à ça, il est encore plus difficile pour les femmes d’y résister », mettant la plupart d'entre elles dans un paradoxe entre leur âge réel et celui qui est véhiculé comme valorisant socialement pour une femme, c'est-à-dire l'âge d'une jeune fille au corps pubère par endroits et au visage d'adolescente pré-pubère.
Au-delà du soin apporté à son image, la jeune femme semble vouloir profiter de sa notoriété afin de véhiculer un certain prosélytisme mystique. « Le but de ma vie est de venir sur la Terre afin de vous aider à réaliser que vous devez passer du stade « d'humain consommateur » à celui « d'humain demi-dieu »,.
Mais quelques années après avoir fait le buzz, elle décide de se rapprocher d'une apparence plus classique, abandonnant sa carrière de « Barbie humaine » (terme qu'elle trouve dégradant) et pratiquant le sport,,.